# Bowser
King Bowser Koopa, znany również jako Bowser (jap. クッパ Koopa) – fikcyjna postać i główny czarny charakter w serii gier Mario, stworzonej przez firmę Nintendo. Choć przypomina z wyglądu smoka, należy do klanu żółwi o nazwie Koopas, którego jest królem. Po raz pierwszy pojawił się w grze Super Mario Bros. i od tego czasu występuje w niemal każdej grze z tej serii. Jego jedynym synem według jego twórcy Shigeru Miyamoto jest Bowser Jr., choć miał jeszcze adoptowane dzieci o nazwie Koopalings.
W większości gier z serii Mario Bowser działa według tego samego schematu: porywa  Księżniczkę Peach w celu poślubienia jej i zostania władcą Grzybowego Królestwa. Celem głównego bohatera jest mu w tym przeszkodzić, pokonując po drodze jego poddanych. Ostatecznie w każdej z gier plany Bowsera nigdy się nie udają, a on zostaje pokonany.
W Polsce Bowser, oprócz swojej oryginalne nazwy, w różnych mediach miał zmienione imię na „Król Świrus” i „Potwór”. W Super Mario Bros. Film w polskiej wersji językowej głosu postaci użyczył Maciej Maciejewski.

## Wystąpienia poza grami komputerowymi
W 1993 roku Bowser pojawił się w pełnometrażowym filmie Super Mario Bros.. W rolę tę wcielił się Dennis Hopper. Postać pojawiła się również w filmie animowanym Ralph Demolka.